# 潘集区
潘集区（はんしゅう-く）は、中華人民共和国安徽省淮南市に位置する市轄区。

## 行政区画
- 街道:田集街道
- 鎮:高皇鎮、芦集鎮、平圩鎮、泥河鎮、潘集鎮、架河鎮、夾溝鎮、祁集鎮、賀疃鎮
- 民族郷:古溝回族郷